# 7cm lodní kanón Škoda
7cm lodní kanón Škoda byl kanón ráže 66 mm vyráběný Škodovými závody. Používal se na válečných lodích rakousko-uherského námořnictva, mimo jiné na nejmodernějších rakouských bitevních lodích třídy Tegetthoff.
Rozpor mezi ráží uvedenou v oficiálním názvu děla a skutečnou ráží vznikl díky zvyku rakousko-uherské armády zaokrouhlovat ráže větších děl na centimetry.

## Užití

### Predreadnoughty
- Bitevní lodě třídy Erzherzog Karl měly v terciární výzbroji dvanáct kanónů verze L/45 na obranu proti torpédovým člunům a torpédovkám. Během přestavby v roce 1916 obdržela každá loď také dva kanóny verze L/45 na protivzdušnou obranu.
- I výzbroj bitevních lodí třídy Habsburg zahrnovala deset kanónů verze L/45 na obranu proti torpédovým člunům a torpédovkám. Během oprav v letech 1916–1917 obdržely též další dva kanóny verze L/45 na protivzdušnou obranu.

### Pobřežní bitevní lodě
- Jedno dělo verze L/45 bylo při přestavbě v roce 1917 umístěno na SMS Monarch a na protiletadlovou obranu jej v témže roce obdržely i další dvě pobřežní bitevní lodě: SMS Wien a SMS Budapest.

### Minonosky
- Všech osm lodí původní třídy Albona mělo v primární výzbroji jeden dvouúčelový kanón verze L/30.

### Torpédoborce
- Kanóny verze L/45 byly původně zastoupeny také na všech čtrnácti torpédoborcích třídy Huszár v počtu jednoho kusu na přídi. V roce 1910 nahradilo 5 kusů verze L/30 44mm kanóny verze L/44, taktéž škodovácké provenience. V průběhu války pak přibylo ještě jedno dělo verze L/45 na zádi v protiletadlové lafetaci.

- Všech šest lodí třídy Tátra mělo v původní výzbroji kanóny verze L/45 jako sekundární výzbroj na nízkoúhlých lafetách. Během oprav v letech 1916–1918 byly však na dvou lodích nahrazeny jejich dvouúčelovými verzemi.

- Původně čínský torpédoborec SMS Warasdiner byl v roce 1914 převzat a přezbrojen rakousko-uherským námořnictvem. Přestavba zahrnovala také instalaci dvou kanónů verze L/45 a čtyř dvouúčelových kanónů verze L/30.

### Torpédovky
Během let 1913–1916 bylo postaveno celkem 27 torpédovek třídy 250t od tří různých výrobců. Podle nich byly lodě rozděleny do tří skupin: třída 74T (8 jednotek), třída 82F (16 jednotek) a třída 98M (3 jednotky).
- Lodě třídy 74T měly v primární výzbroji dva kanóny varianty L/45 nebo L/30 (čtyři byly postaveny v Rumunsku a čtyři v Jugoslávii)
- Lodě tříd 82F a 98M měly v primární výzbroji též dva kanóny varianty L/30.

### Torpédové křižníky
- Všechny tři lodě třídy Zara byly při opravách v roce 1917 vyzbrojeny dvěma kanóny verze L/45.